# Бжегі-Мале
Бжегі-Мале (пол. Brzegi Małe) — село в Польщі, у гміні Собкув Єнджейовського повіту Свентокшиського воєводства.
У 1975-1998 роках село належало до Келецького воєводства.